# Куба на летних Олимпийских играх 2012
Куба на летних Олимпийских играх 2012.

## Награды
| Медаль  | Спортсмен        | Вид спорта           | Дисциплина                         | Дата            |
| ------- | ---------------- | -------------------- | ---------------------------------- | --------------- |
| Золото  | Леурис Пупо      | Стрельба             | Мужчины, скоростной пистолет, 25 м | 3 августа 2012  |
| Золото  | Идалис Ортис     | Дзюдо                | Женщины, свыше 78 кг               | 3 августа 2012  |
| Золото  | Михайн Лопес     | Греко-римская борьба | мужчины, до 120 кг                 | 6 августа 2012  |
| Золото  | Роньель Иглесиас | Бокс                 | мужчины, до 64 кг                  | 11 августа 2012 |
| Золото  | Робейси Рамирес  | Бокс                 | мужчины, до 52 кг                  | 12 августа 2012 |
| Серебро | Янет Бермой      | Дзюдо                | Женщины, до 52 кг                  | 29 июля 2012    |
| Серебро | Эшли Гонсалес    | Дзюдо                | Мужчины, до 90 кг                  | 1 августа 2012  |
| Серебро | Сильва Ярислей   | Лёгкая атлетика      | Женщины, прыжки с шестом           | 6 августа 2012  |
| Бронза  | Иван Камбар      | Тяжёлая атлетика     | Мужчины, до 77 кг                  | 1 августа 2012  |
| Бронза  | Леонель Суарес   | Лёгкая атлетика      | Мужчины, десятиборье               | 9 августа 2012  |
| Бронза  | Ярелис Барриос   | Лёгкая атлетика      | Женщины, метание диска             | 4 августа 2012  |
| Бронза  | Ласаро Альварес  | Бокс                 | мужчины, до 56 кг                  | 10 августа 2012 |
| Бронза  | Ясниэль Толедо   | Бокс                 | мужчины, до 60 кг                  | 10 августа 2012 |
| Бронза  | Робелис Деспанье | Тхэквондо            | мужчины, свыше 80 кг               | 11 августа 2012 |
| Бронза  | Ливан Лопес      | Вольная борьба       | мужчины, до 66 кг                  | 12 августа 2012 |

## Результаты соревнований

### Академическая гребля
В следующий раунд из каждого заезда проходили несколько лучших экипажей (в зависимости от дисциплины). В утешительный заезд попадали спортсмены, выбывшие в предварительном раунде. В финал A выходили 6 сильнейших экипажей, остальные разыгрывали места в утешительных финалах B-F.
Мужчины
| Соревнование | Спортсмены    | Предварительный заезд | Предварительный заезд | Предварительный заезд | Отборочный заезд | Отборочный заезд | Отборочный заезд | Четвертьфинал | Четвертьфинал | Четвертьфинал | Полуфинал     | Полуфинал     | Полуфинал     | Финал   | Финал   | Итоговое место |
| Соревнование | Спортсмены    | Заезд                 | Время                 | Место                 | Заезд            | Время            | Место            | Заезд         | Время         | Место         | Заезд         | Время         | Место         | Время   | Место   | Итоговое место |
| ------------ | ------------- | --------------------- | --------------------- | --------------------- | ---------------- | ---------------- | ---------------- | ------------- | ------------- | ------------- | ------------- | ------------- | ------------- | ------- | ------- | -------------- |
| одиночки     | Анхель Фурнье | 1                     | 6:46,35               | 2 Q                   | Не участвовал    | Не участвовал    | Не участвовал    | 4             | 6:54,12       | 2 Q           | Полуфинал A/B | Полуфинал A/B | Полуфинал A/B | Финал B | Финал B | 7              |
| одиночки     | Анхель Фурнье | 1                     | 6:46,35               | 2 Q                   | Не участвовал    | Не участвовал    | Не участвовал    | 4             | 6:54,12       | 2 Q           | 1             | 7:30,19       | 4             | 7:11,17 | 1       | 7              |

### Бокс
Мужчины
| Соревнование        | Спортсмены                    | 1-й раунд                     | 2-й раунд                         | Четвертьфинал                     | Полуфинал                        | Финал                | Место                |
| Соревнование        | Спортсмены                    | Соперник Результат            | Соперник Результат                | Соперник Результат                | Соперник Результат               | Соперник Результат   | Место                |
| ------------------- | ----------------------------- | ----------------------------- | --------------------------------- | --------------------------------- | -------------------------------- | -------------------- | -------------------- |
| до 49 кг            | Йосвани Вейтия                | Билли Уорд (AUS) В 26-4       | Цзоу Шимин (CHN) П 11-14          | Завершил выступление              | Завершил выступление             | Завершил выступление | Завершил выступление |
| до 52 кг            |                               |                               |                                   |                                   |                                  |                      |                      |
| Робейси Рамирес     | Кацуаки Суса (JPN) В 19-7     | Чатчай Бутди (THA) В 22-10    | Эндрю Селби (GBR) В 16-11         | Майкл Конлан (IRL) В 20-10        | Нямбаярын Тогсцогт (MGL) В 17-14 | 1                    |                      |
| до 56 кг            |                               |                               |                                   |                                   |                                  |                      |                      |
| Ласаро Альварес     |                               | Джозеф Диас (USA) В 21-15     | Робенилсон ди Жезус (BRA) В 16-11 | Джон Джо Невин (IRL) П 14-19      | Завершил выступление             | 3                    |                      |
| до 60 кг            |                               |                               |                                   |                                   |                                  |                      |                      |
| Ясниэль Толедо      |                               | Лю Цян (CHN) В 14-10          | Гани Жайлауов (KAZ) В 19-11       | Василий Ломаченко (UKR) П 11-14   | Завершил выступление             | 3                    |                      |
| до 64 кг            |                               |                               |                                   |                                   |                                  |                      |                      |
| Роньель Иглесиас    | Сесар Вильяррага (COL) В 20-9 | Эвертон Лопис (BRA) В 18-15   | Уктамжон Рахмонов (UZB) В 21-15   | Винченцо Манджакапре (ITA) В 15-8 | Денис Беринчик (UKR) В 22-15     | 1                    |                      |
| до 81 кг            |                               |                               |                                   |                                   |                                  |                      |                      |
| Хулио Сесар ла Крус |                               | Ихаб аль Матбули (JOR) В 25-8 | Ямагути Фалкан (BRA) П 15-18      | Завершил выступление              | Завершил выступление             | Завершил выступление | Завершил выступление |
| до 91 кг            |                               |                               |                                   |                                   |                                  |                      |                      |
| Хосе Лардуэт        |                               | Али Мазахери (IRI) В DSQ      | Клементе Руссо (ITA) П 16-17      | Завершил выступление              | Завершил выступление             | Завершил выступление | Завершил выступление |
| свыше 91 кг         |                               |                               |                                   |                                   |                                  |                      |                      |
| Эрисланди Савон     |                               | Энтони Джошуа (GBR) П 10-12   | Завершил выступление              | Завершил выступление              | Завершил выступление             | Завершил выступление | Завершил выступление |

### Велоспорт

#### Трековый велоспорт
Кейрин
Женщины
| Соревнование | Спортсмен               | Первый раунд | Перезаезд | Полуфинал | Финал          |
| Соревнование | Спортсмен               | Место        | Место     | Место     | Итоговое место |
| ------------ | ----------------------- | ------------ | --------- | --------- | -------------- |
| кейрин       | Лисандра Герра Родригес | 3            | 4         | Не прошла | 13             |

### Водные виды спорта

#### Плавание
Спортсменов — 2
В следующий раунд на каждой дистанции проходят лучшие спортсмены по времени, независимо от места занятого в своём заплыве.
Мужчины
Кубу в соревнованиях пловцов на летних Олимпийских играх в Лондоне представляли всего 2 человека. В кролевых дистанциях выступил призёр Панамериканских игр 2011 года Ансер Гарсиа, а в плавании на спине Педро Медель. Медель на Играх не смог показать какого-либо высокого результата, а вот Гарсиа смог удивить всех, пробившись в финал на 100-метровке.
В предварительном раунде Гарсиа показал результат 48,97 и лишь с 15-го места смог пробиться в следующий раунд. В полуфинале Гарсиа, проплыв дистанцию почти на секунду быстрее (48,04), показал итоговое третье время и пробился в финал. В решающем заплыве Гарсиа повторил свой полуфинальный результат, который к тому же являлся национальным рекордом Кубы, однако в финале это время позволило занять только 7-е место.
| Соревнование        | Спортсмен    | Предварительные заплывы | Предварительные заплывы | Полуфиналы           | Полуфиналы           | Финал                | Финал                |
| Соревнование        | Спортсмен    | Результат               | Место                   | Результат            | Место                | Результат            | Место                |
| ------------------- | ------------ | ----------------------- | ----------------------- | -------------------- | -------------------- | -------------------- | -------------------- |
| 50 м вольный стиль  | Ансер Гарсиа | 22,45                   | 23                      | Завершил выступление | Завершил выступление | Завершил выступление | Завершил выступление |
| 100 м вольный стиль | Ансер Гарсиа | 48,97                   | 15                      | 48,04                | 3                    | 48,04                | 7                    |
| 100 м на спине      | Педро Медель | 55,40                   | 34                      | Завершил выступление | Завершил выступление | Завершил выступление | Завершил выступление |
| 200 м на спине      | Педро Медель | 2:00,05                 | 27                      | Завершил выступление | Завершил выступление | Завершил выступление | Завершил выступление |

### Настольный теннис
Спортсменов — 1
Соревнования по настольному теннису проходили по системе плей-офф. Каждый матч продолжался до тех пор, пока один из теннисистов не выигрывал 4 партии. Сильнейшие 16 спортсменов начинали соревнования с третьего раунда, следующие 16 по рейтингу стартовали со второго раунда. 
Мужчины
| Соревнование     | Спортсмены        | Квалификация            | Первый раунд                 | Второй раунд         | Третий раунд         | 1/8 финала           | Четвертьфинал        | Полуфинал            | Финал                | Место |
| Соревнование     | Спортсмены        | Соперник Результат      | Соперник Результат           | Соперник Результат   | Соперник Результат   | Соперник Результат   | Соперник Результат   | Соперник Результат   | Соперник Результат   | Место |
| ---------------- | ----------------- | ----------------------- | ---------------------------- | -------------------- | -------------------- | -------------------- | -------------------- | -------------------- | -------------------- | ----- |
| Одиночный разряд | Анди Перейра (55) | Й. Шин (VAN) (69) В 4:0 | М. Бобочика (ITA) (42) П 0:4 | Завершил выступление | Завершил выступление | Завершил выступление | Завершил выступление | Завершил выступление | Завершил выступление | 49    |

### Стрельба
Мужчины
| Соревнование                   | Спортсмены | Квалификация | Квалификация | Финал | Всего     | Всего |
| Соревнование                   | Спортсмены | Результат    | Место        | Финал | Результат | Место |
| ------------------------------ | ---------- | ------------ | ------------ | ----- | --------- | ----- |
| Скоростной пистолет, 25 метров |            |              |              |       |           |       |
|                                |            |              |              |       |           |       |

Женщины
| Соревнование                       | Спортсмены | Квалификация | Квалификация | Финал | Всего     | Всего |
| Соревнование                       | Спортсмены | Результат    | Место        | Финал | Результат | Место |
| ---------------------------------- | ---------- | ------------ | ------------ | ----- | --------- | ----- |
| Пневматическая винтовка, 10 метров |            |              |              |       |           |       |
|                                    |            |              |              |       |           |       |

### Стрельба из лука
Спортсменов — 2
Мужчины
| Соревнование              | Спортсмены          | Квалификация | Квалификация | 1/32 финала        | 1/16 финала        | 1/8 финала         | Четвертьфинал      | Полуфинал          | Финал              |
| Соревнование              | Спортсмены          | Результат    | Место        | Соперник Результат | Соперник Результат | Соперник Результат | Соперник Результат | Соперник Результат | Соперник Результат |
| ------------------------- | ------------------- | ------------ | ------------ | ------------------ | ------------------ | ------------------ | ------------------ | ------------------ | ------------------ |
| Индивидуальное первенство | Хуан-Карлос Стивенс |              |              |                    |                    |                    |                    |                    |                    |

### Тхэквондо
Спортсменов — 2
Мужчины
| Соревнование | Спортсмен        | Турнир       | 1/8 финала                  | Четвертьфинал            | Полуфинал                 | Финал                                     | Место     |
| ------------ | ---------------- | ------------ | --------------------------- | ------------------------ | ------------------------- | ----------------------------------------- | --------- |
| Соревнование | Спортсмен        | Турнир       | Соперник Результат          | Соперник Результат       | Соперник Результат        | Соперник Результат                        |           |
| свыше 80 кг  | Робелис Деспанье | За 1-е место | Чика Чуквумерие (NGR) В 1—0 | Энтони Обаме (GAB) П 6—7 | Не прошел                 | Не прошел                                 | Не прошел |
| свыше 80 кг  | Робелис Деспанье | За 3-е место |                             |                          | Кайно Томсен (SAM) В 14—2 | Даба Модибо Кейта (MLI) В отказ соперника | 3         |

Женщины
| Соревнование | Спортсмен        | Турнир       | 1/8 финала               | Четвертьфинал              | Полуфинал                       | Финал                                   |
| Соревнование | Спортсмен        | Турнир       | Соперник Результат       | Соперник Результат         | Соперник Результат              | Соперник Результат                      |
| ------------ | ---------------- | ------------ | ------------------------ | -------------------------- | ------------------------------- | --------------------------------------- |
| до 57 кг     | Нидия Муньос     | За 1-е место | Андреа Паоли (LIB) П 2—4 | Не прошла                  | Не прошла                       | Не прошла                               |
| до 57 кг     | Нидия Муньос     | За 3-е место |                          |                            |                                 |                                         |
| свыше 67 кг  | Гленьис Эрнандес | За 1-е место | Виам Дислам (MAR) В 1—0  | Марина Конева (UKR) В 16—2 | Анна-Каролина Графф (FRA) П 4—6 | Не прошла                               |
| свыше 67 кг  | Гленьис Эрнандес | За 3-е место |                          |                            |                                 | Мария дель Росарио Эспиноса (MEX) П 2—4 |

### Тяжёлая атлетика
Спортсменов — 4
Мужчины
| Категория | Спортсмен         | Вес   | Рывок | Рывок | Рывок | Толчок | Толчок | Толчок | Всего | Место |
| Категория | Спортсмен         | Вес   | 1     | 2     | 3     | 1      | 2      | 3      | Всего | Место |
| --------- | ----------------- | ----- | ----- | ----- | ----- | ------ | ------ | ------ | ----- | ----- |
| до 56 кг  | Серхио Альварес   | 55.96 | 117   | 121   | 125   | 150    | 150    | 150    | —     | —     |
| до 56 кг  | Ясмани Ромеро     | 55.95 | 112   | 112   | 116   | 142    | 146    | 146    | 258   | 11    |
| до 77 кг  | Иван Камбар       | 76.70 | 150   | 155   | 160   | 190    | 194    | —      | 349   | 3     |
| до 85 кг  | Йоэльмис Эрнандес | 82.28 | 158   | 158   | 163   | 205    | 210    | 210    | 368   | 7     |